# 亞維農
阿维尼翁（發音：[aviɲɔ̃] ⓘ；又译亚维农）是法国东南部的城市，位於普罗旺斯-阿尔卑斯-蔚蓝海岸大区沃克吕兹省，是该省的省会和人口最多的市镇，下辖阿维尼翁区，同时也是大阿维尼翁城市圈公共社区的中心市镇。阿维尼翁位于沃克吕兹省西南部，2022年1月1日时人口数量为91,760人，在法国城市中排名第48位。
阿维尼翁位于沃克吕兹省西南部，迪朗斯河与罗讷河交汇处内侧。阿维尼翁是法国艺术与历史之城，在1309到1377年之间，聖座从罗马梵蒂冈迁移至此，前后一共有七位教宗在阿维尼翁生活，直到教宗额我略十一世迁都罗马，这一变迁成为天主教会大分裂的重要导火索，对中世纪后期的天主教发展产生了重大影响。现代阿维尼翁是沃克吕兹省的省会，重要的政治、经济、文化、科教中心和交通枢纽。阿维尼翁市区内存有完整的城墙和多处历史建筑，其中阿维尼翁大剧场和横跨罗讷河的圣贝内泽桥是法国南部重要的旅游景点。1995年，阿维尼翁历史城区被列入世界文化遗产名录。

## 地名来源
“阿维尼翁”一名最初在公元前6世纪被提及，由古希腊地理学家阿尔特米多鲁斯记载为。

## 历史

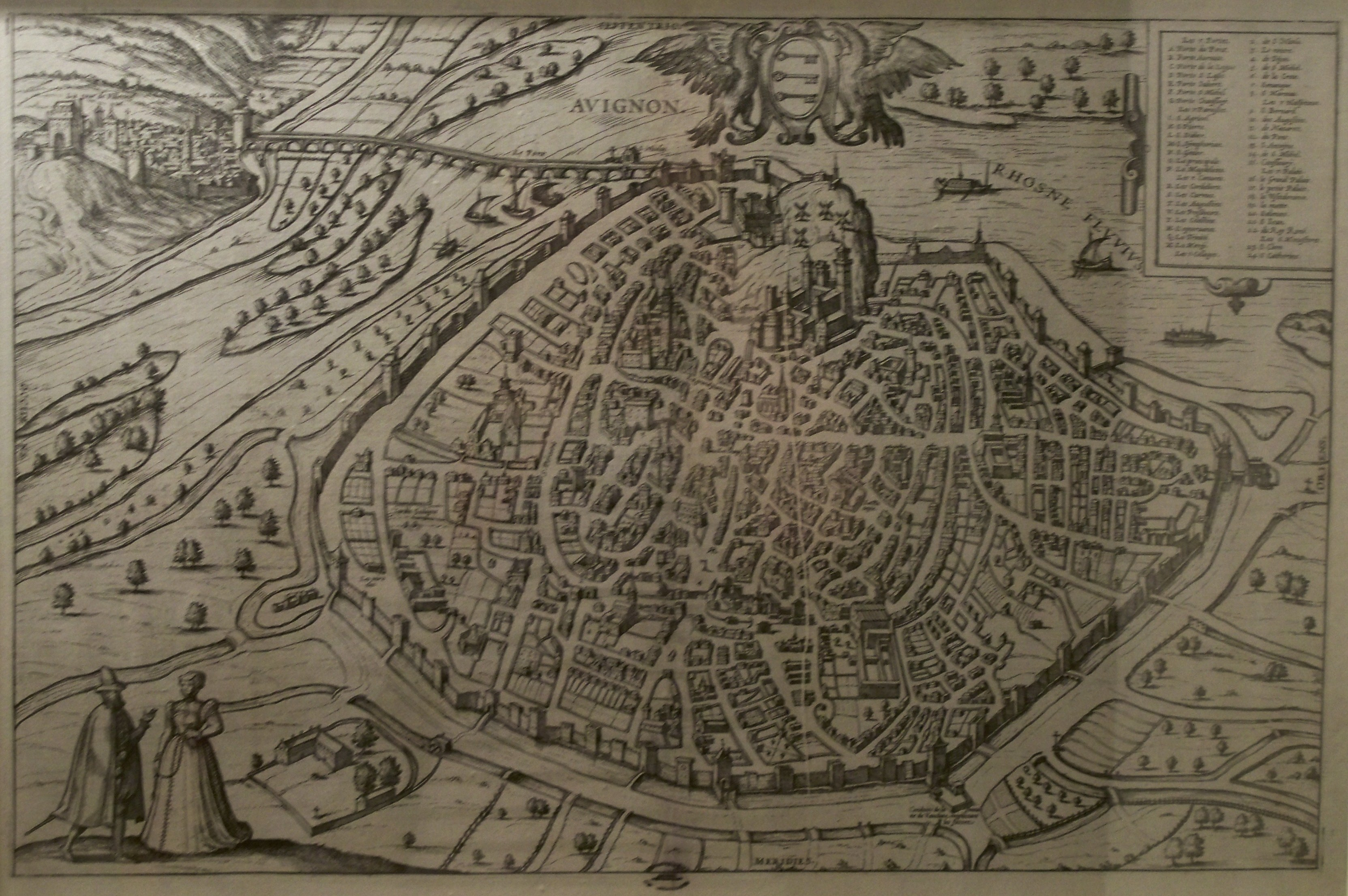
1592年的阿维尼翁手绘图

阿维尼翁历史悠久，古希腊地理学家斯特拉波则在其《地理志》当中将阿维尼翁描写为“是罗讷河上的一个战略位置非常重要的港口，属于马赛地区”。罗马人于公元前120年占领这一地区，后成为高卢纳博讷行省的一部分，其间，当地执政者主持修建了阿维尼翁城墙，其城市人口数量达到2.5万人。罗马皇帝哈德良于公元122年赐予阿维尼翁“帝国直辖城市”（Colonia Julia Hadriana Avenniensis）的地位。439年11月29日，阿维尼翁教区正式设立。中世纪初期，阿维尼翁曾被勃艮第人攻占，后落入东哥特人之手，最终于536年由东哥特国王维蒂热斯割让给了墨洛温王朝，成为法兰西皇室的土地。公元8世纪初，阿拉伯人入侵这一地区，法兰克国王查理·马特率兵抵抗，在此地与阿拉伯军队发生激烈交火，史称“阿维尼翁战役”，法兰克军队获得胜利，并得以继续沿地中海向西驱赶侵略者。公元890年，普罗旺斯王国瞎子路易继承了包括阿维尼翁在内的罗讷河谷大片土地；公元933年，普罗旺斯王国与上勃艮第王国合并，成为阿尔勒王国，阿维尼翁成为其内部最大的城市。公元1032年，阿尔勒王国被划至神圣罗马帝国，并以罗讷河为西界，阿维尼翁由此成为一座帝国边境城市。公元13世纪时，卡特里派在法国南部形成，路易八世建立阿尔比十字军对其进行抵抗，并在阿维尼翁发生了战争，后阿维尼翁附近建成沃奈桑伯爵领地，成为教宗的领土。1305年，因法兰西王国和神圣罗马帝国之间的政教冲突，教宗克勉五世由梵蒂冈迁至阿维尼翁境内，成为亞維農教廷，此后共有七任教宗在阿维尼翁就位，直到1378年教宗额我略十一世才将聖座重新迁回罗马，但阿维尼翁教廷的出现也使得法国对立教宗的形成，成为了中世纪末期天主教会大分裂的重要导火索。阿维尼翁在聖座迁走以后一直为帝国领地，直到1790年法国大革命结束。自1791年起，阿维尼翁成为沃克吕兹省的省会。工业革命后，阿维尼翁成为一个铁路枢纽，城市开始向四周扩张，并发展至加尔省和罗讷河口省境内。

## 地理

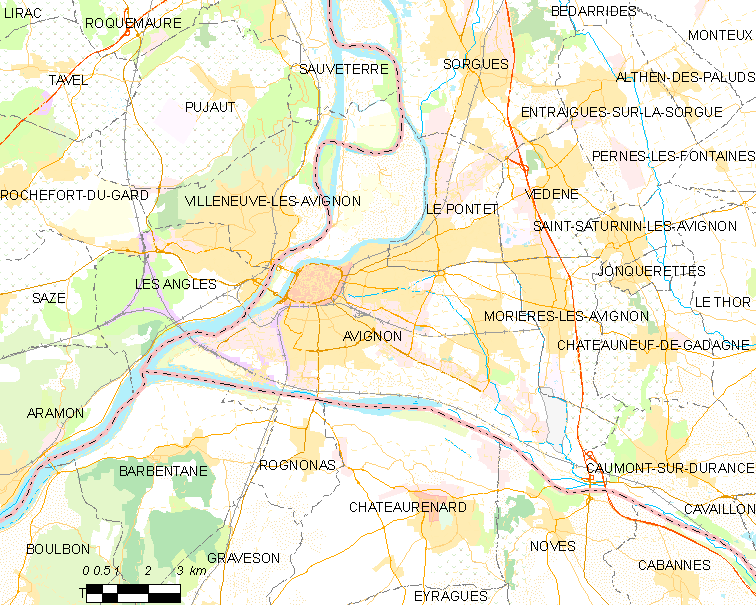
阿维尼翁市镇范围地图

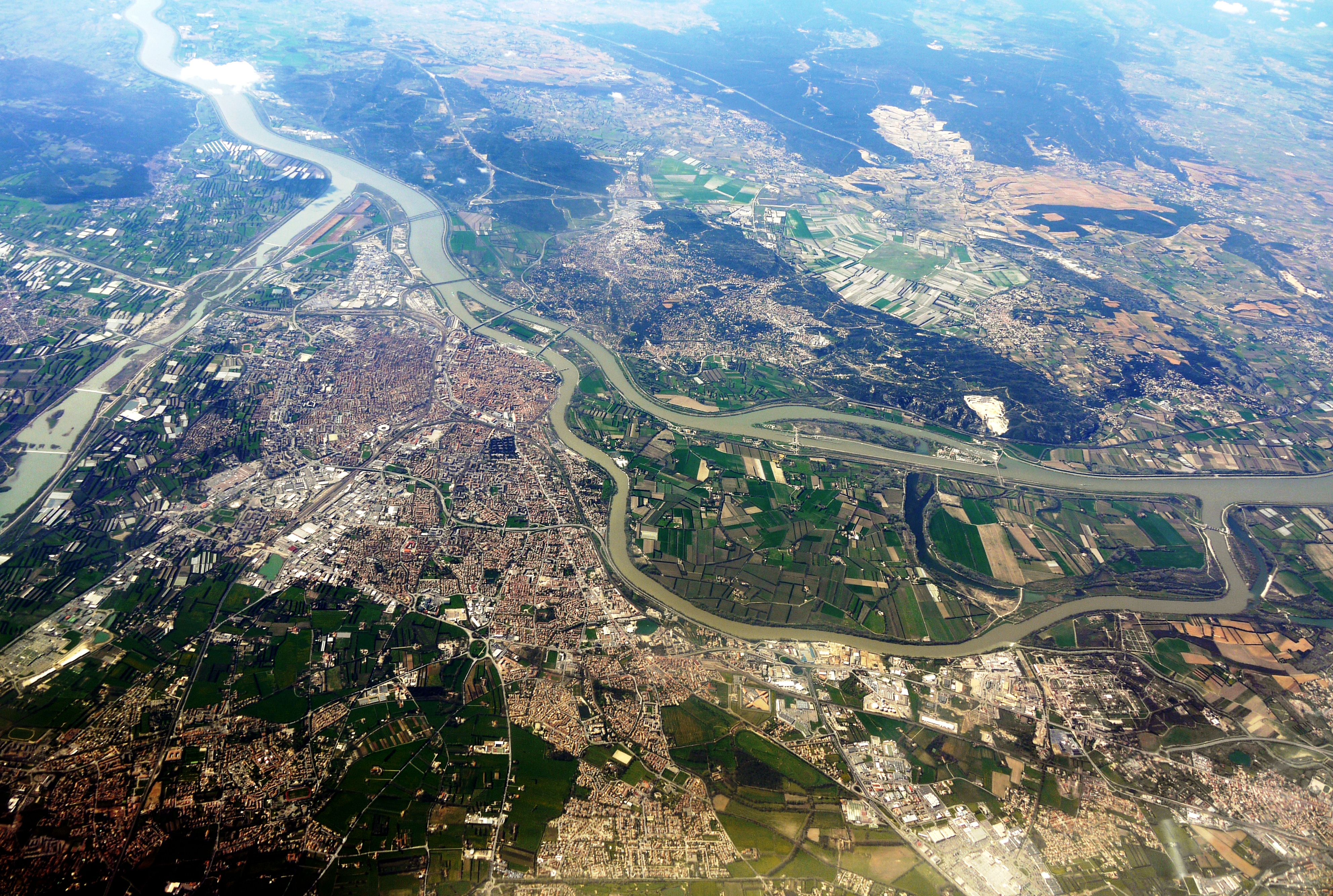
阿维尼翁航拍图

阿维尼翁位于法国东南部，普罗旺斯-阿尔卑斯-蔚蓝海岸大区西部和沃克吕兹省西南部，距离大区首府马赛大约120公里，距离法国首都巴黎大约750公里。与阿维尼翁接壤的市镇包括：巴邦塔讷、沙托勒纳尔、诺沃、罗尼奥纳、阿维尼翁新城、莱桑格勒、迪朗斯河畔科蒙、莫里耶尔-莱萨维尼翁、勒蓬泰、索尔格。

### 地形
阿维尼翁位于罗讷河下游平原上，境内地势东高西低，海拔在10到122米之间，其中市区内地形平坦。

### 地质
阿维尼翁所处的地区有丰富的石灰岩，是当地常用的建筑原料，阿维尼翁老城的城墙就是用当地的石灰岩筑成，成分为当地富有的布尔迪加尔阶磨拉石，总长4330米。

### 水文
法国五大河流之一的罗讷河自北向南流经市区西部，河面平均宽度超过200米，其支流迪朗斯河则自东向西流经市区南部。两河曾多次发生水灾，其中1856年的罗讷河洪水将当时的城墙的一部分冲垮，此外1943-1944年、1955年以及2003年都有水灾记录。

### 植被
阿维尼翁属于亚热带常绿硬叶林区，老城北部的岩石公园（Rocher des Doms）是当地主要的城市绿地，林地则广泛分布于罗讷河畔。
在鲜花城市的评比中，阿维尼翁被评为3星级鲜花城市。

### 气候
阿维尼翁在柯本气候分类法中属于地中海气候，日照充足，雨热不同期，秋冬季受密史脱拉风影响，偶有狂风出现；夏季则气温较高，2019年6月25日曾出现42.8摄氏度的极端高温记录。
| 阿维尼翁 （2005年－2019年） （日照数据取自尼姆气象站） | 阿维尼翁 （2005年－2019年） （日照数据取自尼姆气象站） | 阿维尼翁 （2005年－2019年） （日照数据取自尼姆气象站） | 阿维尼翁 （2005年－2019年） （日照数据取自尼姆气象站） | 阿维尼翁 （2005年－2019年） （日照数据取自尼姆气象站） | 阿维尼翁 （2005年－2019年） （日照数据取自尼姆气象站） | 阿维尼翁 （2005年－2019年） （日照数据取自尼姆气象站） | 阿维尼翁 （2005年－2019年） （日照数据取自尼姆气象站） | 阿维尼翁 （2005年－2019年） （日照数据取自尼姆气象站） | 阿维尼翁 （2005年－2019年） （日照数据取自尼姆气象站） | 阿维尼翁 （2005年－2019年） （日照数据取自尼姆气象站） | 阿维尼翁 （2005年－2019年） （日照数据取自尼姆气象站） | 阿维尼翁 （2005年－2019年） （日照数据取自尼姆气象站） | 阿维尼翁 （2005年－2019年） （日照数据取自尼姆气象站） |
| 月份                                                   | 1月                                                    | 2月                                                    | 3月                                                    | 4月                                                    | 5月                                                    | 6月                                                    | 7月                                                    | 8月                                                    | 9月                                                    | 10月                                                   | 11月                                                   | 12月                                                   | 全年                                                   |
| ------------------------------------------------------ | ------------------------------------------------------ | ------------------------------------------------------ | ------------------------------------------------------ | ------------------------------------------------------ | ------------------------------------------------------ | ------------------------------------------------------ | ------------------------------------------------------ | ------------------------------------------------------ | ------------------------------------------------------ | ------------------------------------------------------ | ------------------------------------------------------ | ------------------------------------------------------ | ------------------------------------------------------ |
| 历史最高温 °C（°F）                                    | 20.8 (69.4)                                            | 23.1 (73.6)                                            | 26.7 (80.1)                                            | 31.4 (88.5)                                            | 34.2 (93.6)                                            | 42.8 (109.0)                                           | 39.6 (103.3)                                           | 40.4 (104.7)                                           | 35.5 (95.9)                                            | 30.8 (87.4)                                            | 23 (73)                                                | 19.3 (66.7)                                            | 42.8 (109.0)                                           |
| 平均高温 °C（°F）                                      | 10.3 (50.5)                                            | 12.3 (54.1)                                            | 16.3 (61.3)                                            | 19.3 (66.7)                                            | 24.0 (75.2)                                            | 28.4 (83.1)                                            | 31.2 (88.2)                                            | 30.7 (87.3)                                            | 25.2 (77.4)                                            | 20.7 (69.3)                                            | 14.1 (57.4)                                            | 10.3 (50.5)                                            | 20.2 (68.4)                                            |
| 日均气温 °C（°F）                                      | 6.0 (42.8)                                             | 7.4 (45.3)                                             | 10.7 (51.3)                                            | 13.5 (56.3)                                            | 18.0 (64.4)                                            | 22.1 (71.8)                                            | 24.7 (76.5)                                            | 24.2 (75.6)                                            | 19.5 (67.1)                                            | 15.7 (60.3)                                            | 10.0 (50.0)                                            | 6.3 (43.3)                                             | 14.8 (58.7)                                            |
| 平均低温 °C（°F）                                      | 1.8 (35.2)                                             | 2.5 (36.5)                                             | 5.1 (41.2)                                             | 7.8 (46.0)                                             | 12 (54)                                                | 15.7 (60.3)                                            | 18.1 (64.6)                                            | 17.8 (64.0)                                            | 13.8 (56.8)                                            | 10.7 (51.3)                                            | 5.8 (42.4)                                             | 2.4 (36.3)                                             | 9.5 (49.0)                                             |
| 历史最低温 °C（°F）                                    | −8.7 (16.3)                                            | −7.8 (18.0)                                            | −9.9 (14.2)                                            | −1 (30)                                                | 2.4 (36.3)                                             | 6.7 (44.1)                                             | 10.7 (51.3)                                            | 9.5 (49.1)                                             | 5.5 (41.9)                                             | −2 (28)                                                | −7.1 (19.2)                                            | −8.6 (16.5)                                            | −9.9 (14.2)                                            |
| 平均降水量 mm（）                                      | 59.7 (2.35)                                            | 34.5 (1.36)                                            | 32.6 (1.28)                                            | 62.1 (2.44)                                            | 61.1 (2.41)                                            | 32 (1.3)                                               | 21.9 (0.86)                                            | 32.7 (1.29)                                            | 117.2 (4.61)                                           | 90.8 (3.57)                                            | 80.9 (3.19)                                            | 51.1 (2.01)                                            | 676.6 (26.67)                                          |
| 月均日照時數                                           | 141.6                                                  | 166.3                                                  | 222.2                                                  | 229.8                                                  | 262                                                    | 311                                                    | 341.1                                                  | 301.6                                                  | 239                                                    | 166.6                                                  | 147.9                                                  | 134                                                    | 2,663.1                                                |
| 来源：Infoclimat                                       |                                                        |                                                        |                                                        |                                                        |                                                        |                                                        |                                                        |                                                        |                                                        |                                                        |                                                        |                                                        |                                                        |

## 行政区划
阿维尼翁是法国普罗旺斯-阿尔卑斯-蔚蓝海岸大区沃克吕兹省的一个市镇，编号为84007，它也是沃克吕兹省的省会。阿维尼翁下辖阿维尼翁区，隶属于沃克吕兹省第一选区，管理阿维尼翁第一县、第二县和第三县，同时也是大阿维尼翁城市圈公共社区的办公驻地。
阿维尼翁市镇被划为9个街区，并实行街区自治制度。
法国国家统计与经济研究所（简称）在进行数据统计时，将阿维尼翁及相邻的另外58个市镇设为阿维尼翁城市核心区，并将包括核心区在内的周边共97个市镇划为阿维尼翁城市区。自2020年起，阿维尼翁城市区被重新划分，其中48个市镇组合成为阿维尼翁城市辐射区。此外，还将阿维尼翁市镇分为了36个“块区”（IRIS），以便于统计人口分布情况。

## 交通

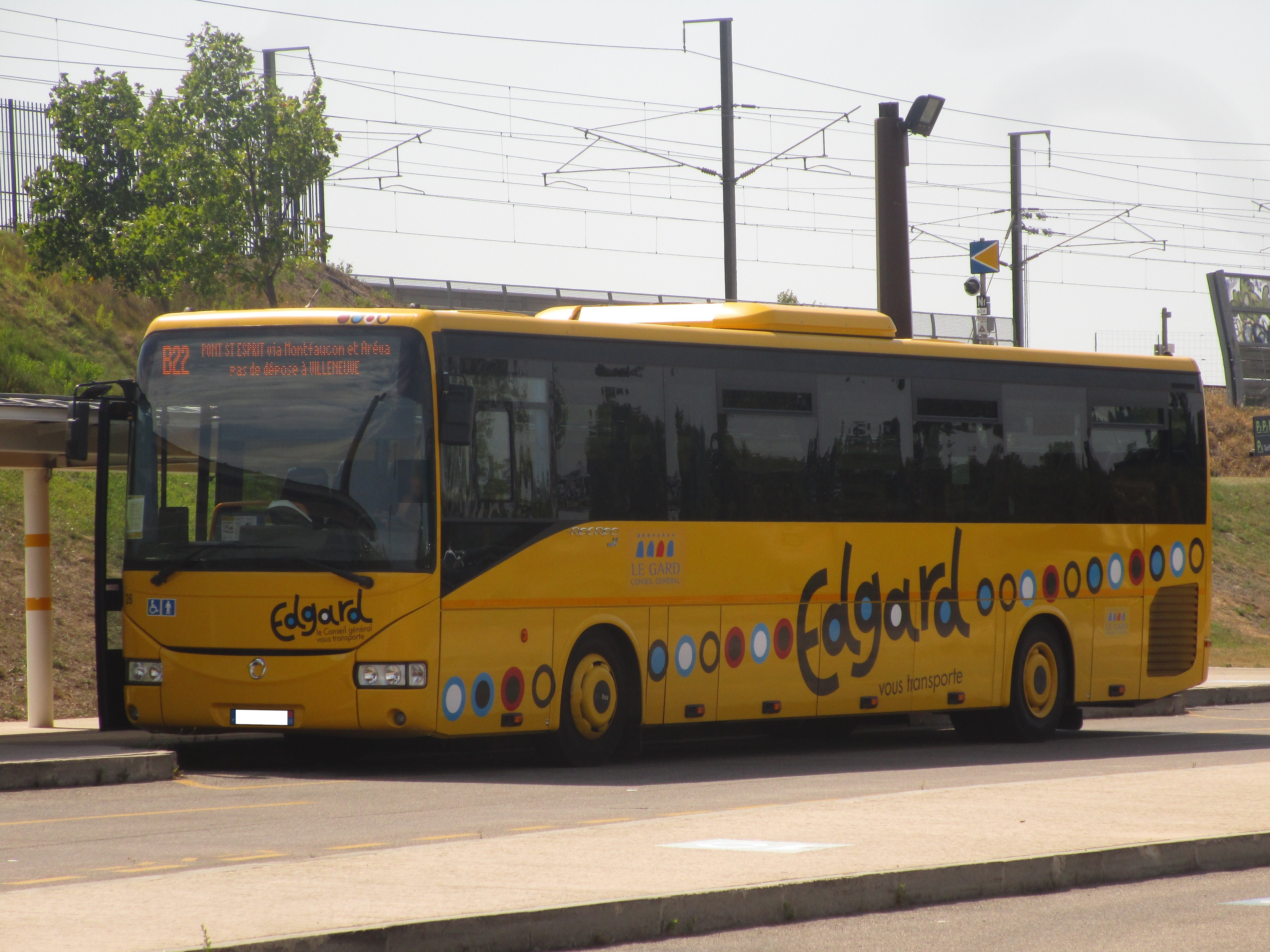
阿维尼翁境内停靠的一辆加尔省城际巴士

阿维尼翁是一个区域性的交通枢纽，是由普罗旺斯前往法国中北部地区的必经之路。

### 公路
A7高速公路从阿维尼翁市区东部经过，并通过24号出入口连接市区。此外多条沃克吕兹省省道在阿维尼翁境内交汇，普罗旺斯-阿尔卑斯-蔚蓝海岸大区下属的城际客运提供巴士线路，可前往普罗旺斯地区艾克斯、迪涅莱班、加普、阿普特等地，另有校车线路可前往周边部分市镇。加尔省城际客运亦开通多条连接阿维尼翁的城际巴士，可前往蓬圣埃斯普里、勒穆兰等地。
2017年，60.7%的阿维尼翁家庭拥有至少一辆私人汽车。2019年，阿维尼翁境内共发生各类交通事故55起，造成8人遇难，79人受伤。

### 铁路

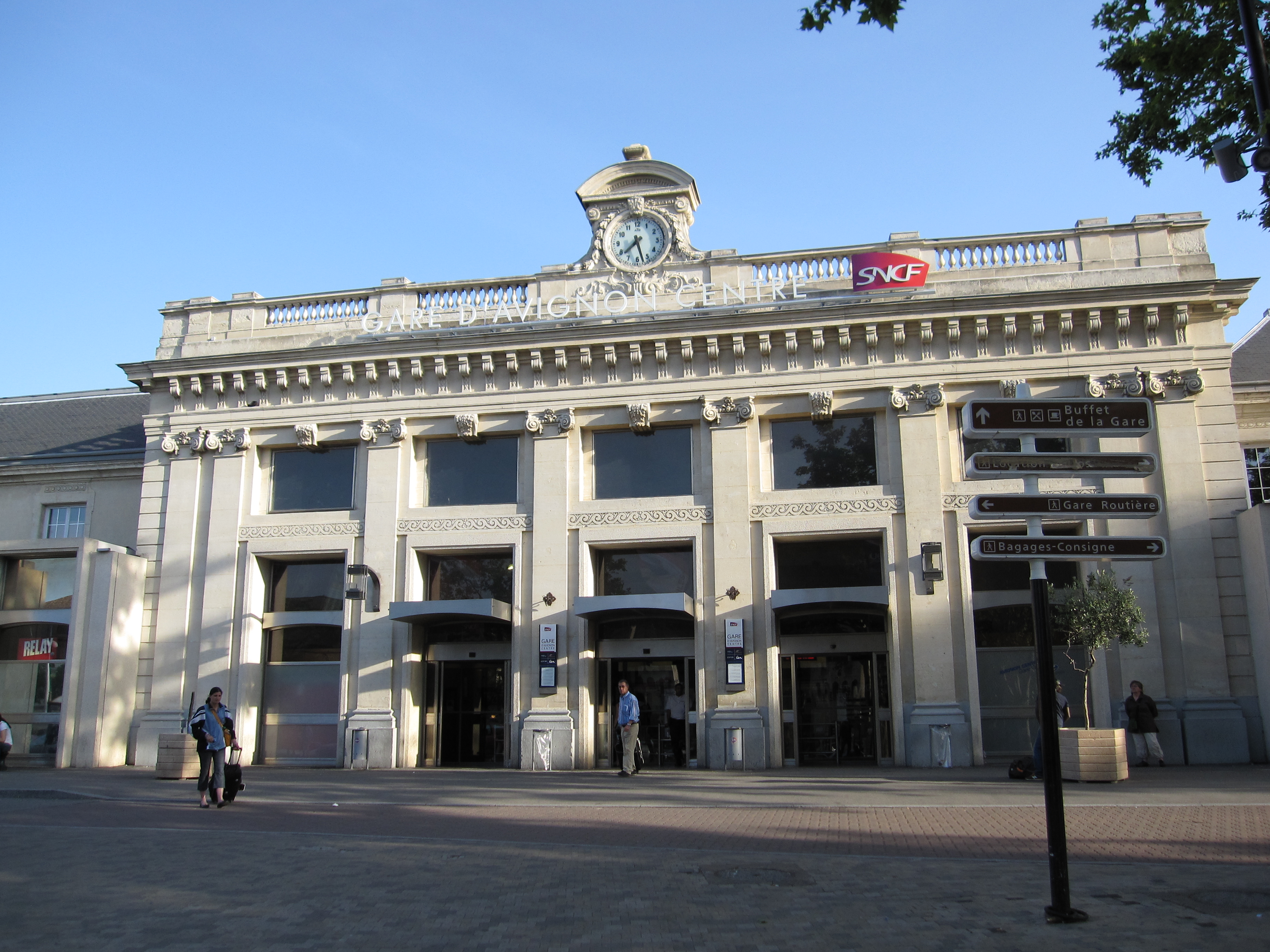
阿维尼翁中央火车站

阿维尼翁位于巴黎－马赛和阿维尼翁－米拉马斯两条铁路的交汇点，另有联络线铁路可与法国高速铁路地中海线相连。连接阿维尼翁中央站和阿维尼翁TGV站的摆渡列车自2013年起开始运行，全程仅需5分钟。2015年，阿维尼翁至卡庞特拉之间的区域列车亦投入商业运行。
阿维尼翁市区内现有阿维尼翁中央站和阿维尼翁TGV站两个主要客运铁路车站，另设有一处铁路乘降所。
阿维尼翁中央站位于阿维尼翁市中心，老城区以南，该站每天开行前往巴黎的直达高速列车，同时停靠前往周边主要城市的区域列车，可直达前往里昂、马赛、瓦朗斯、尼姆、蒙彼利埃、佩皮尼昂及图卢兹等地，部分时间段还可直达马孔、格勒诺布尔和土伦。2018年，阿维尼翁中央站共发送旅客215.9万人次，是法国铁路系统当中的b类车站。
阿维尼翁TGV站建成于2001年，位于法国高速铁路地中海线的正线上，距离阿维尼翁市区以南大约5公里，该站停靠由马赛或尼斯出发北上前往法国各地的高速列车，可直达巴黎、里尔、斯特拉斯堡、南特、雷恩、卢森堡、法兰克福、布鲁塞尔等城市。2018年，阿维尼翁TGV站共发送旅客365.3万人次，是法国铁路系统当中的b类车站。
蒙法韦站是一个铁路乘降所，位于阿维尼翁市区东部的蒙法韦街区，使用人数相对较少，是法国铁路系统当中的c类车站。

### 航空
阿维尼翁普罗旺斯机场位于阿维尼翁市区东南部，该机场开行前往英国伯明翰和南安普顿的季节性航线，而前往巴黎的航班已于2008年因高铁的冲击而停运。

### 城市公共交通

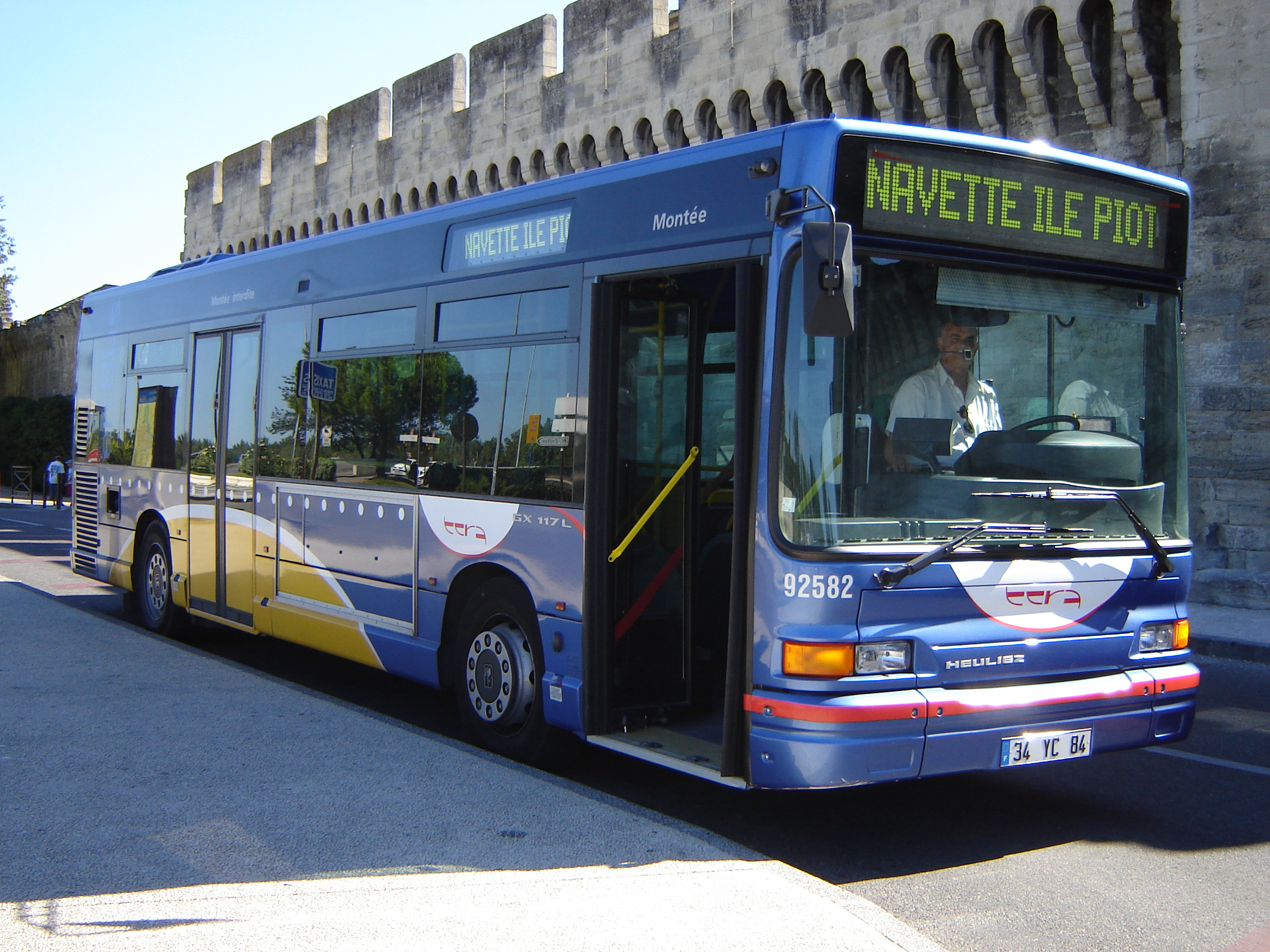
阿维尼翁街头的公共汽车

阿维尼翁城市公共交通（自2019年10月起使用作为商业名称）是当地的城市公共交通系统，由大阿维尼翁城市圈公共社区负责管理，法国交通发展集团负责运营。截止2020年2月，该系统共包括1条有轨电车线路、2条大容量公交线路、32条普通公交线路、11条定制公交线路和33条校车线路，同时下属阿维尼翁公共自行车系统。阿维尼翁有轨电车1号线于2019年10月19日建成通车，2号线则计划2023年投入使用。

## 政治

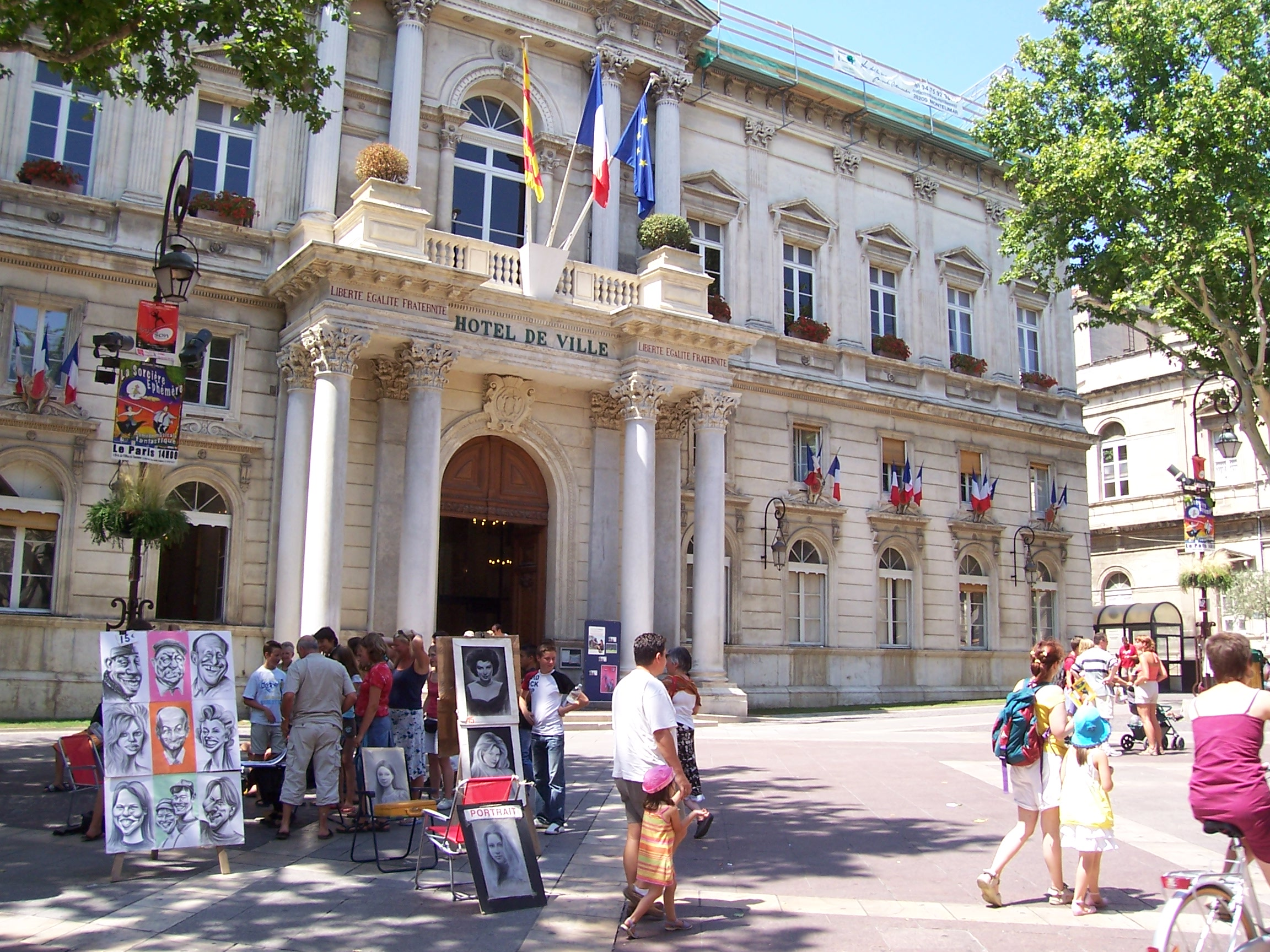
阿维尼翁市政厅

阿维尼翁的现任市长为塞西尔·埃勒女士，她是一名左翼无党派人士，在2020年的市政选举中获得了45.62%的支持率。在2017年的法国总统大选中，法国第25任总统埃马纽埃尔·马克龙在阿维尼翁获得了67.11%的支持率。
| 阿维尼翁历届市长 |                 |                                  |
| 任期             | 市长            | 党派                             |
| 1945年－1947年   | 乔治·庞斯       | PCF法国共产党                    |
| 1947年－1948年   | 保罗·鲁维耶     | SFIO工人国际法国支部             |
| 1948年－1950年   | 亨利·马佐       | RPR保衛共和聯盟                  |
| 1950年－1953年   | 诺埃尔·埃尔米特 | 無黨籍                           |
| 1953年－1958年   | 爱德华·达拉第   | RAD激进党                        |
| 1958年－1983年   | 亨利·迪福       | SFIO工人国际法国支部 →PS社会党   |
| 1983年－1989年   | 让-皮埃尔·鲁    | UPR进步者联盟                    |
| 1989年－1995年   | 居伊·拉维耶     | PS社会党                         |
| 1995年－2014年   | 玛丽-若塞·鲁瓦  | RPR保衛共和聯盟 →UMP人民运动联盟 |
| 2014年－         | 塞西尔·埃勒     | PS社会党                         |

## 人口
2018年，阿维尼翁市镇人口数量为91,729，在法国排名第48位。其中男性42,934人，女性48,987人，75岁及以上人口占7.8%，外籍人口数量为24,965人，人口密度为1,413人/平方公里，当地居民被称为（男性）或（女性）。2019年，阿维尼翁境内出生1,360人，死亡人口850人。
| 年份   | 1936   | 1946   | 1954   | 1962   | 1968   | 1975   | 1982   | 1990   | 1999   | 2006   | 2011   | 2016   | 2018   |
| ------ | ------ | ------ | ------ | ------ | ------ | ------ | ------ | ------ | ------ | ------ | ------ | ------ | ------ |
| 人口數 | 59,472 | 60,053 | 62,768 | 72,717 | 86,096 | 90,786 | 89,132 | 86,939 | 85,935 | 92,454 | 90,194 | 92,378 | 91,729 |

## 经济
阿维尼翁是法国南部重要的中心城市，当地共有各类用人单位19,746家，其中97.86%为中小型企业（PME），平均历史为15年，行政、旅游、文化、医疗及社会服务是当地的主要就业岗位类型。（建筑）、（调味料生产）及（工程调研）是当地2019年营业额最高的三个企业，分别为406,502,972欧元、352,562,030欧元和319,982,786欧元。

## 财政收入
2019年，阿维尼翁的财政收入总额为161,841,000欧元，财政支出总额为144,796,000欧元，当年的债务总额为181,923,000欧元。2020年，阿维尼翁共获得27,412,170欧元的国家财政补助，比上一年增加了0.01%。
2017年，阿维尼翁的人均月收入总额为1,958欧元，其中高级职员为3,483欧元，低于法国平均水平（4,214欧元）；中级职员为2,147欧元，低于法国平均水平（2,353欧元）；普通职员为1,596欧元，亦低于法国平均水平（1,690欧元）。
2017年，阿维尼翁境内的青壮年（15至64岁）失业率为26%，当地38.9%的家庭拥有纳税资格，平均纳税2,709欧元，低于法国平均水平（3,888欧元）。

## 社会事务

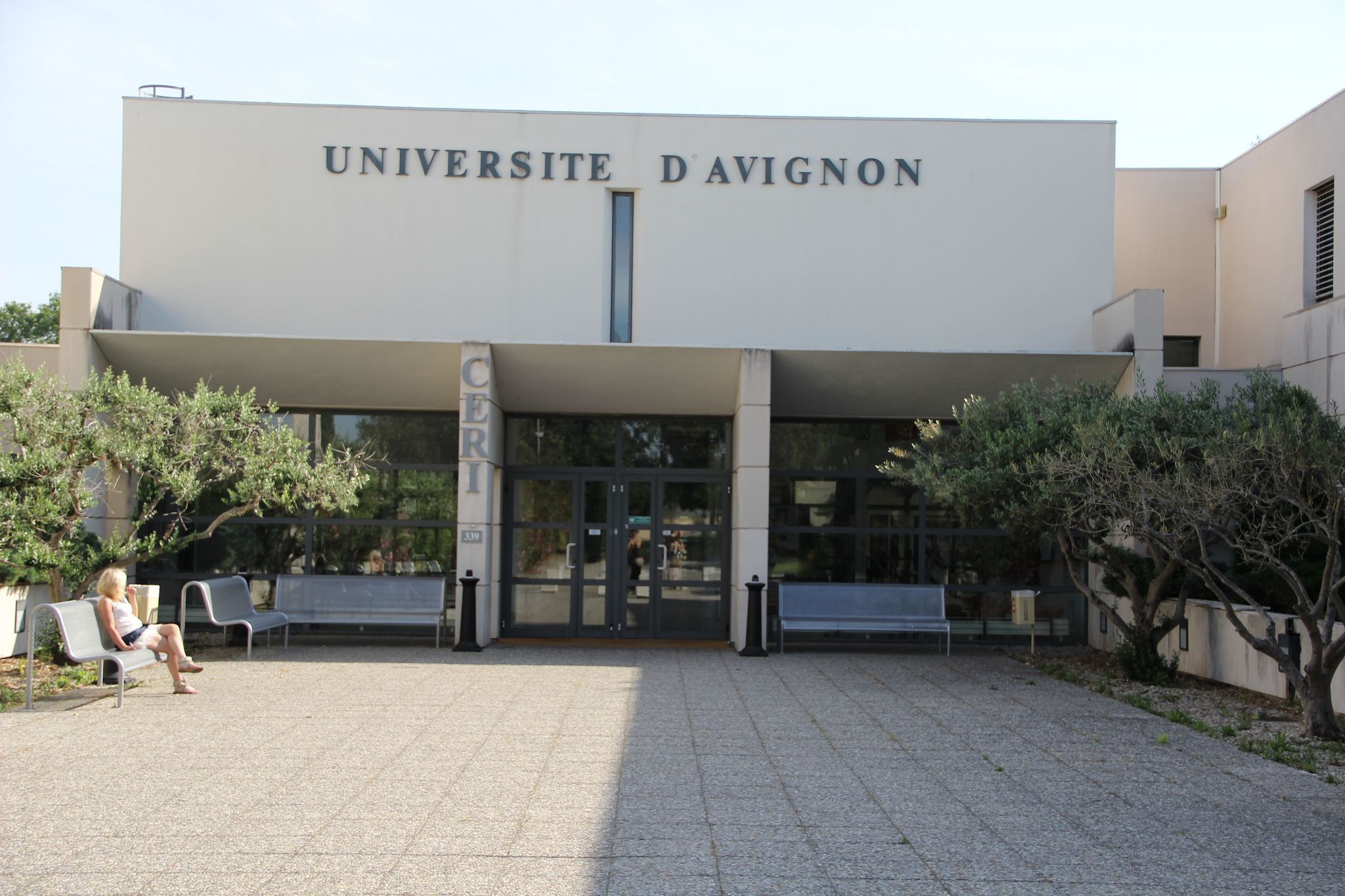
阿维尼翁大学的一处建筑物

### 教育
阿维尼翁属于艾克斯-马赛学区。截止2017年1月1日，阿维尼翁境内共有26所幼儿园、39所小学、13所初级中学、8所普通高中、1所农业高中和8所职业高中。2018至2019学年度，阿维尼翁境内共有学生11,909名。
阿维尼翁大学是法国的一所综合性公立大学，成立于1984年，现设有两个校区，共开设4个学院、1个应用科技学院、1个师范学校和1个卫生学校，2018年共有注册学生数量7,300名。

### 医疗

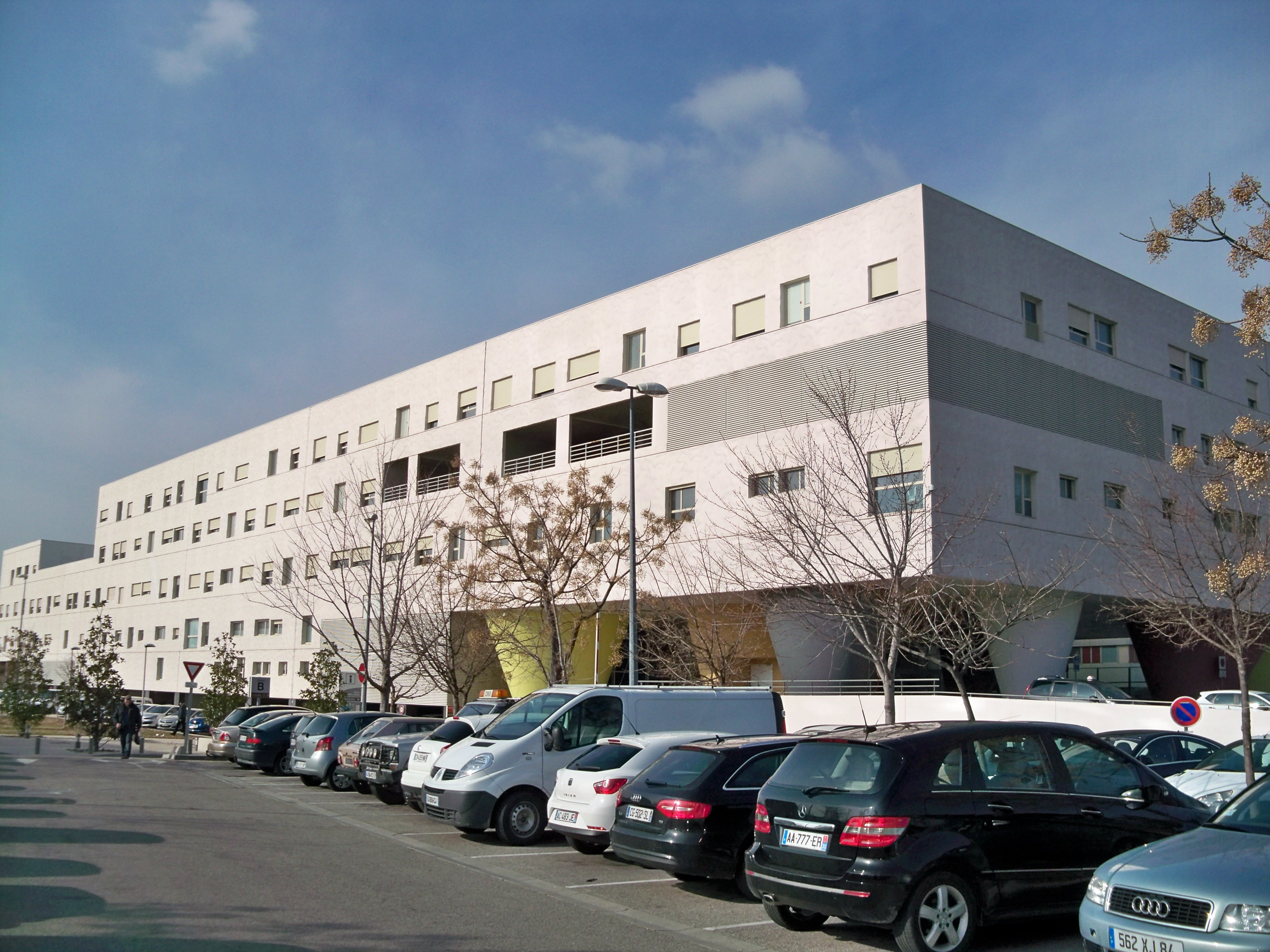
阿维尼翁中心医院的一个病区

截止2019年1月1日，阿维尼翁境内共有全科医生126名、保健师131名、牙医81名、护士171名、耳科医生6名、眼科医生11名、皮肤科医生8名、助产士13名、儿科医生4名和妇科医生24名。境内共有药房47家、养老院7家、残疾人帮扶中心12家。
蒙法韦-阿维尼翁中心医院是法国的一个区域性医疗机构，其主病区“亨利·迪福中心医院”（Centre Hospitalier Henri Duffaut）位于阿维尼翁市区东部的蒙法韦街区内，设有床位970个，是当地规模最大的公立综合性医院。

### 住房

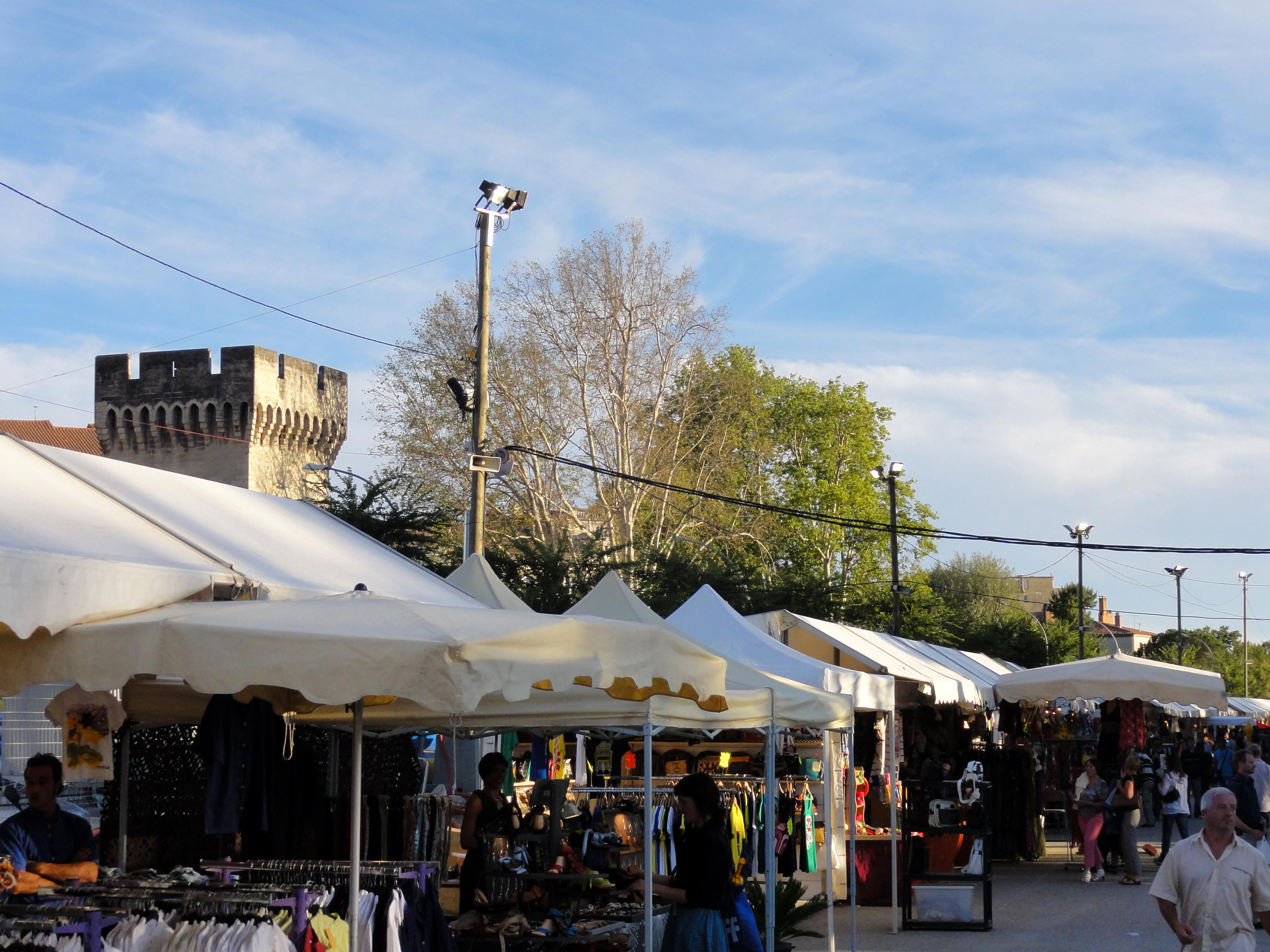
阿维尼翁老城集市

2017年，阿维尼翁境内共有各类住房53,650套，其中27.5%为独立式居民区，71.2%为集中式居民区。常住房屋占阿维尼翁市镇范围内居民建筑总量的81.6%。
在住房保障政策方面，2017年，阿维尼翁境内共有18,871户家庭获得了住房经济补助，受益人数占总人口数量的20.5%，其中18,185份为房租补助。

### 商业
2019年，阿维尼翁境内共有各类实体商铺3,592家，其中餐厅654家、大型超市24家、杂货店72家、面包房98家、肉铺42家、书店43家、装饰品店16家、银行门店67家、美容美发店157家、汽车维修店153家。市区东部和南部设有大型开放式商业街区。

### 体育
2019年，阿维尼翁境内共有8家游泳池、13间体育馆、3座综合体育场、43处网球场、2处马术场、16处足球或橄榄球场以及12处篮球或排球场。
阿维尼翁未来足球俱乐部是当地的一支足球俱乐部，建于1931年，曾多次参加职业联赛，现为地方性业余球队，参加省级足球联赛。

### 环境
阿维尼翁的环境事务由其所属的公共社区负责。2019年，阿维尼翁境内共有6家污染企业。

### 治安
2019年，阿维尼翁市镇范围内有1处派出所。
2014年，阿维尼翁及附近地区共发生各类案件10,903起，其中盗窃类案件7,307起，经济类案件783起，毒品交易类案件456起。

## 文化
2019年，阿维尼翁境内共有8家剧场、5家电影院、3家博物馆和2家音乐厅。阿维尼翁市政府提供多媒体中心，向公众全年开放。

### 建筑
阿维尼翁境内的建筑以宗教类历史文物为主，代表性建筑包括教宗宫、阿维尼翁主教座堂、小宫博物馆等，而罗讷河上的圣贝内泽桥也因民谣《在亞維農橋上》而名声大噪。

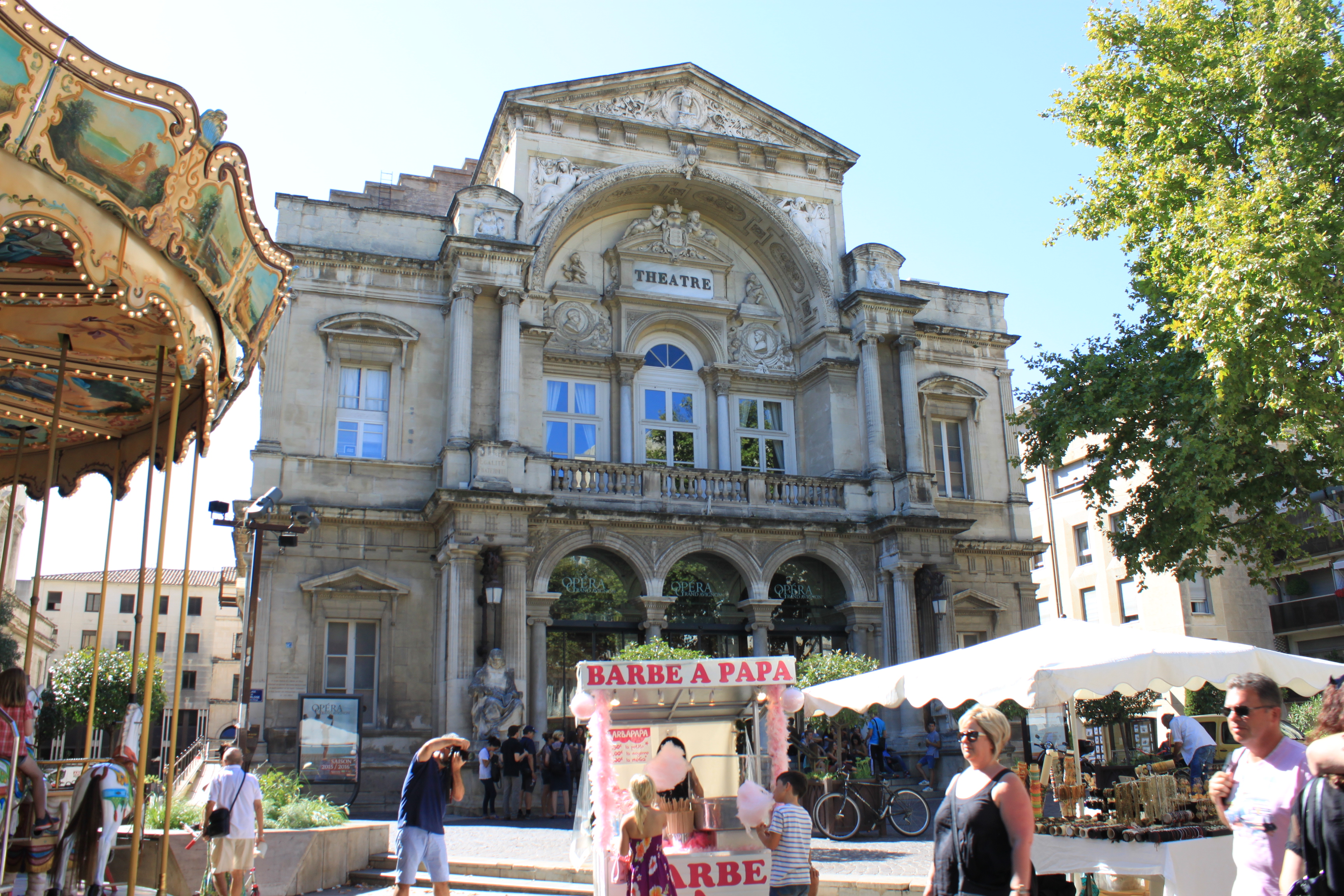
阿维尼翁歌剧院
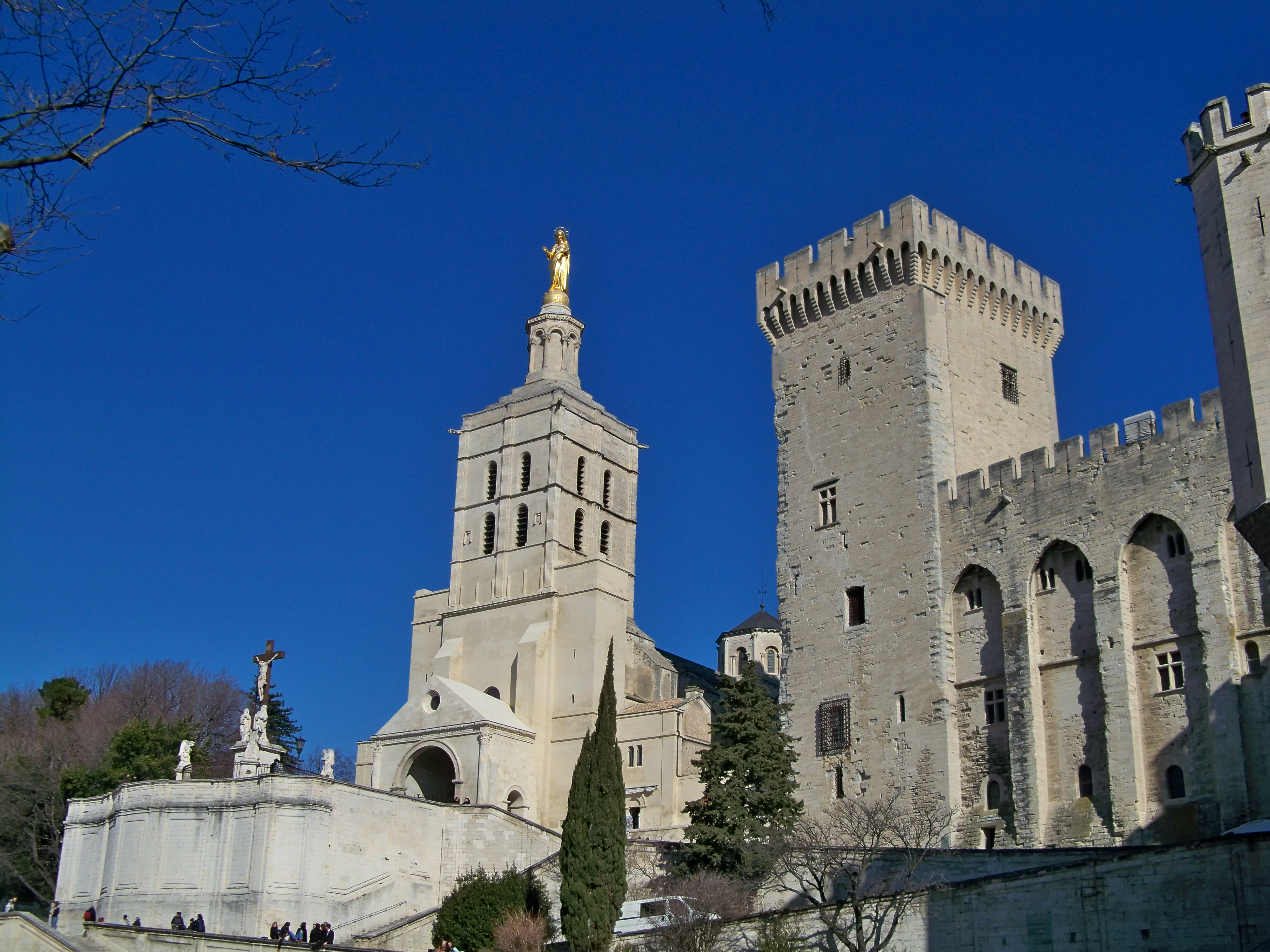
阿维尼翁主教座堂
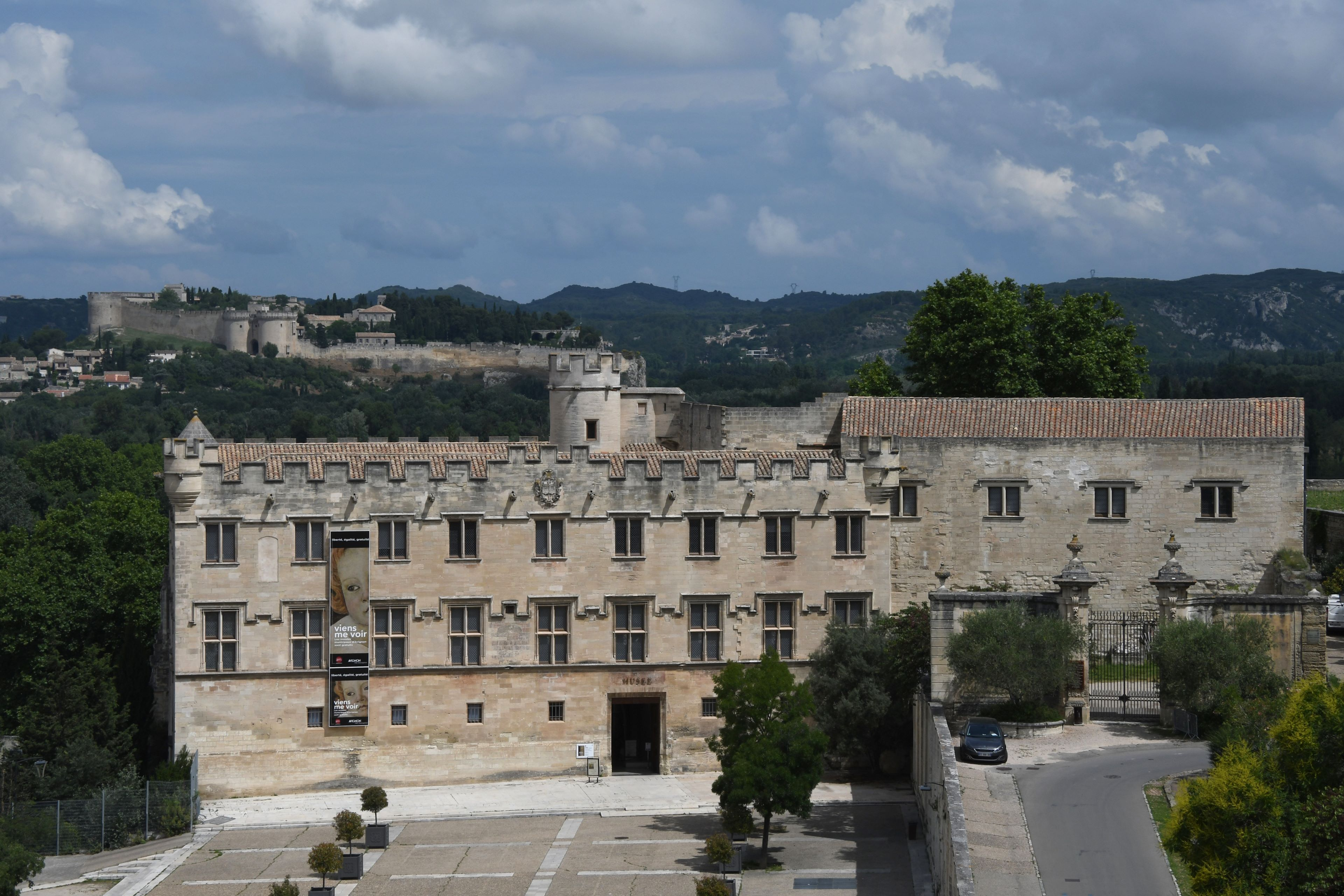
小宫殿
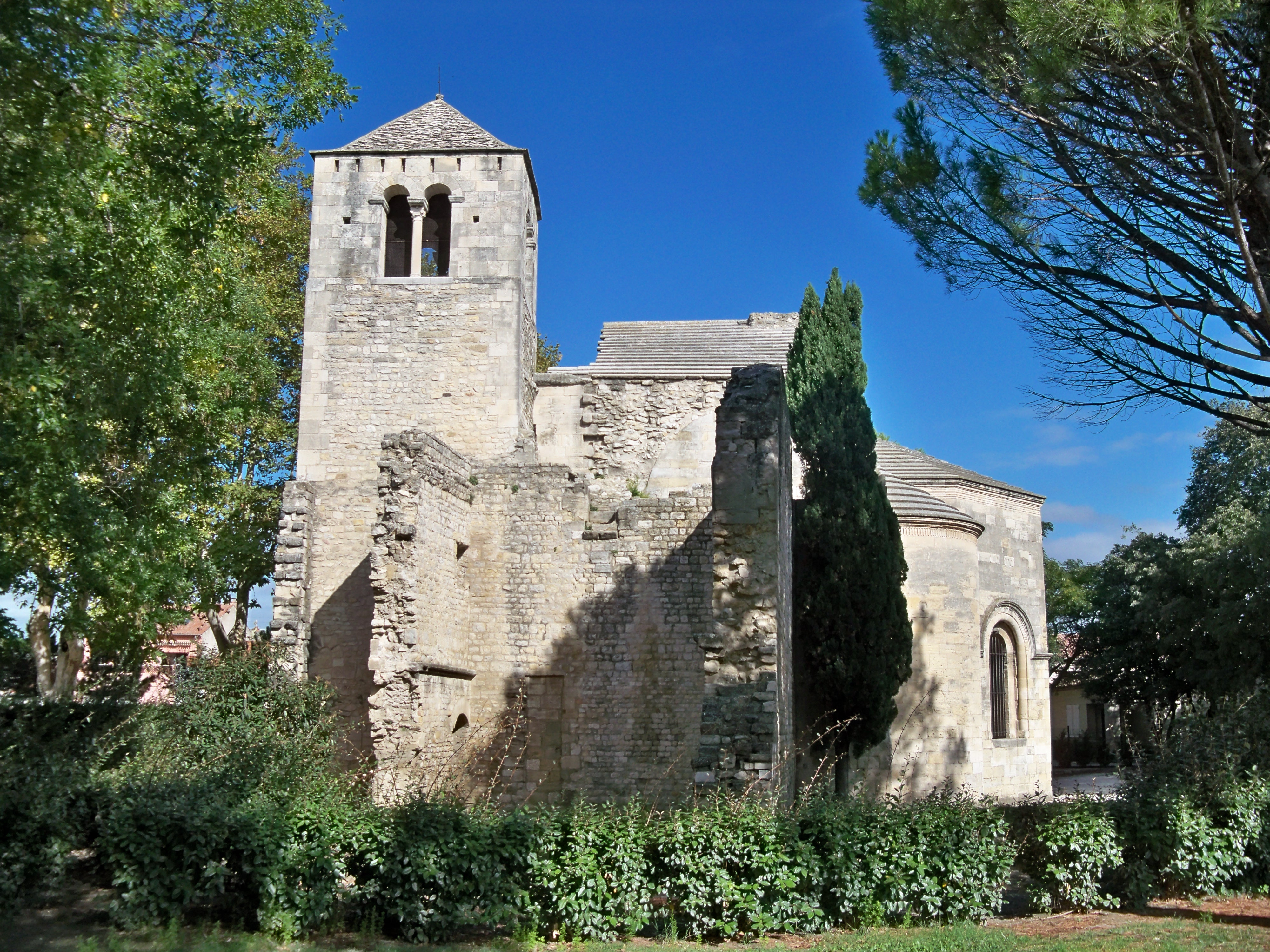
圣鲁夫修道院
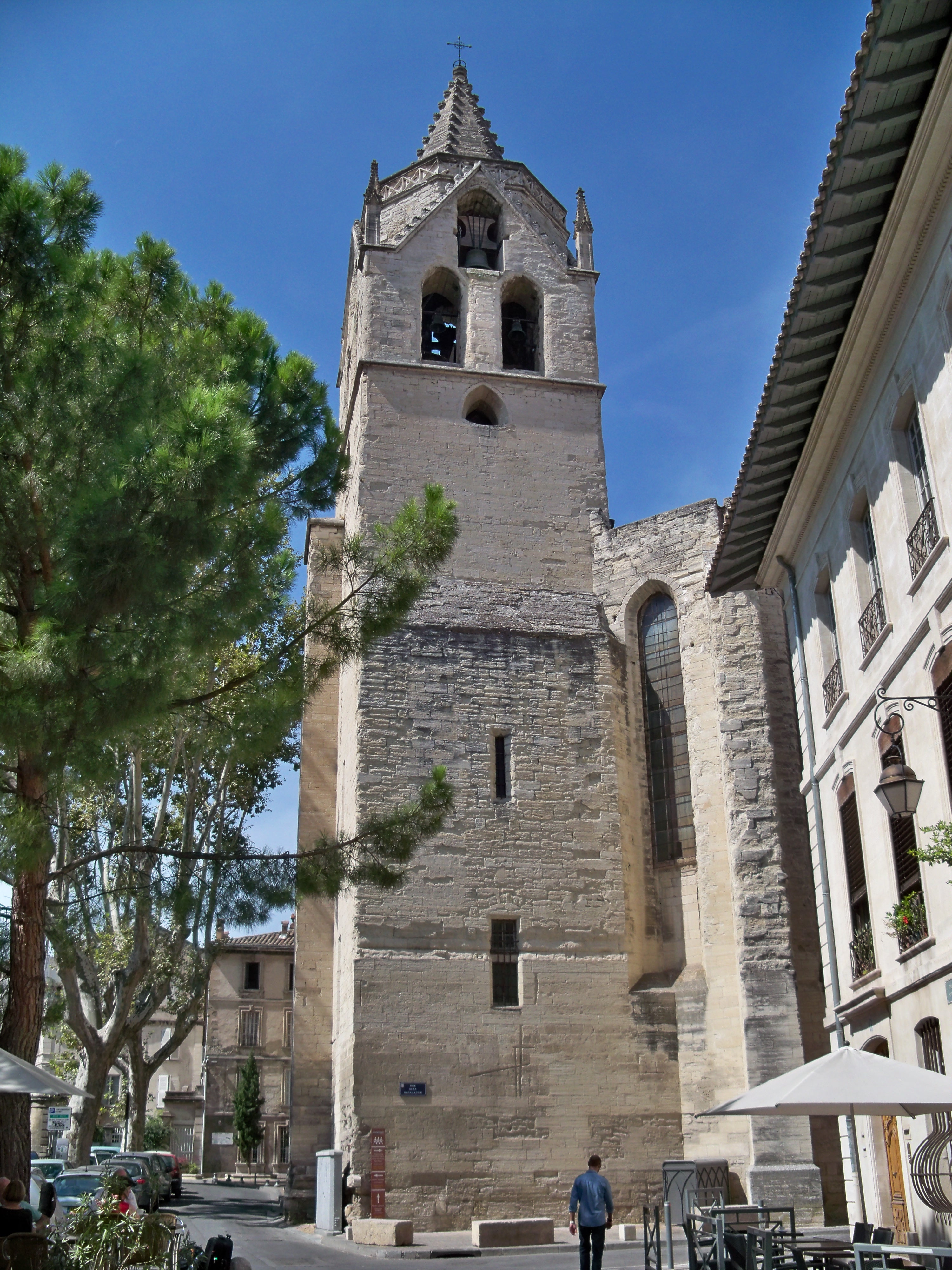
圣德西略堂
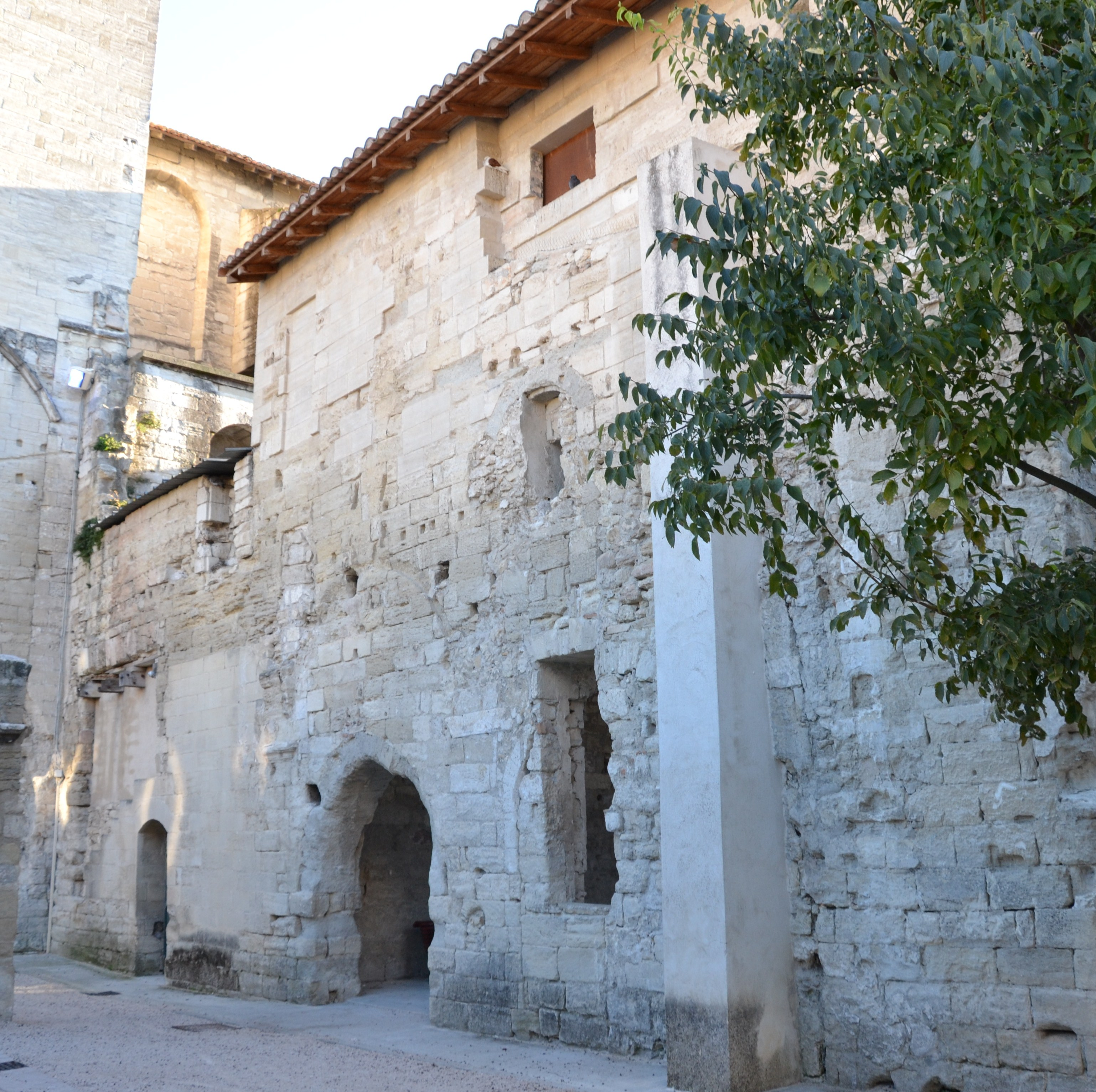
圣桑福里安堂
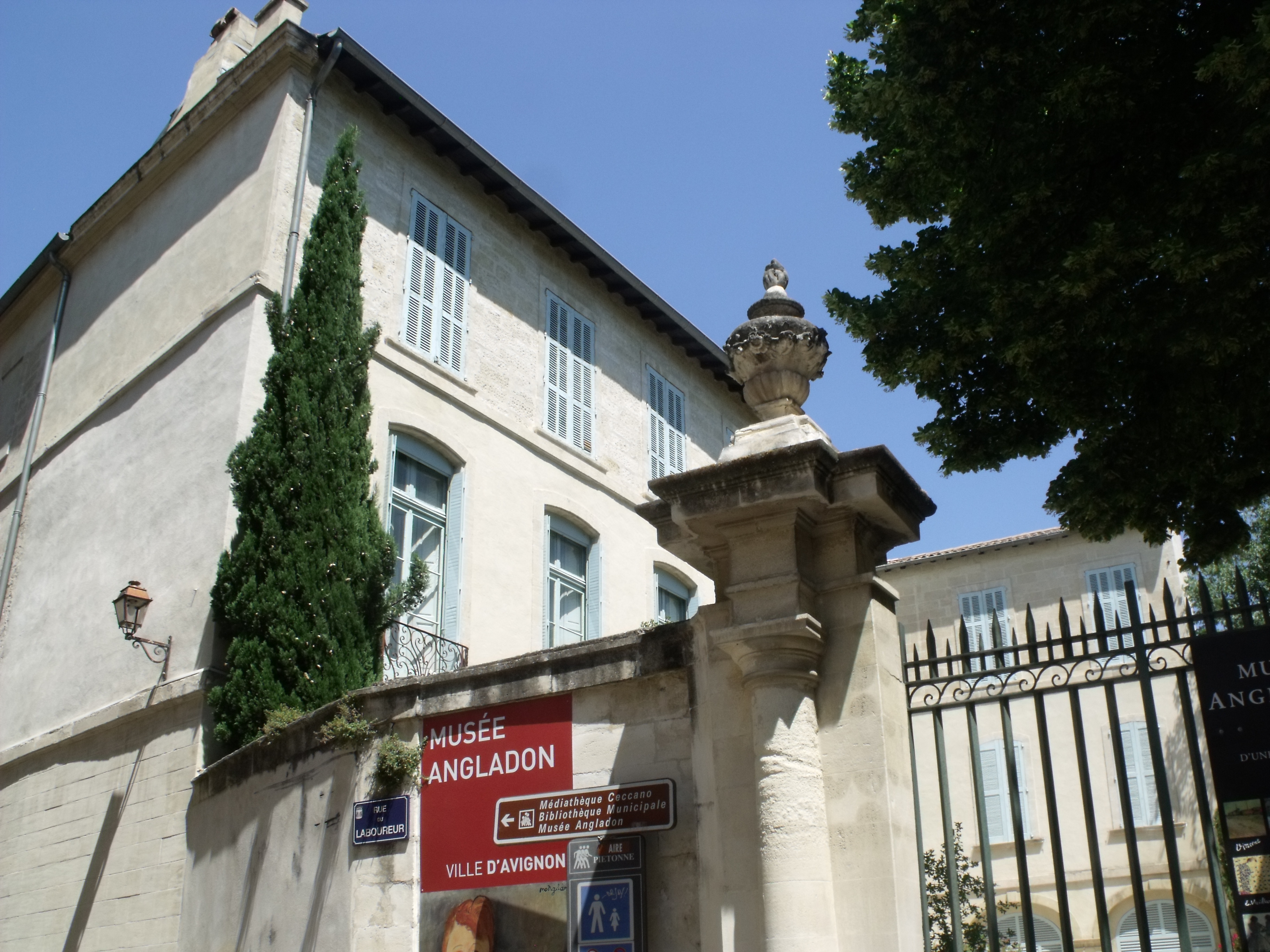
安哥拉东博物馆

### 旅游

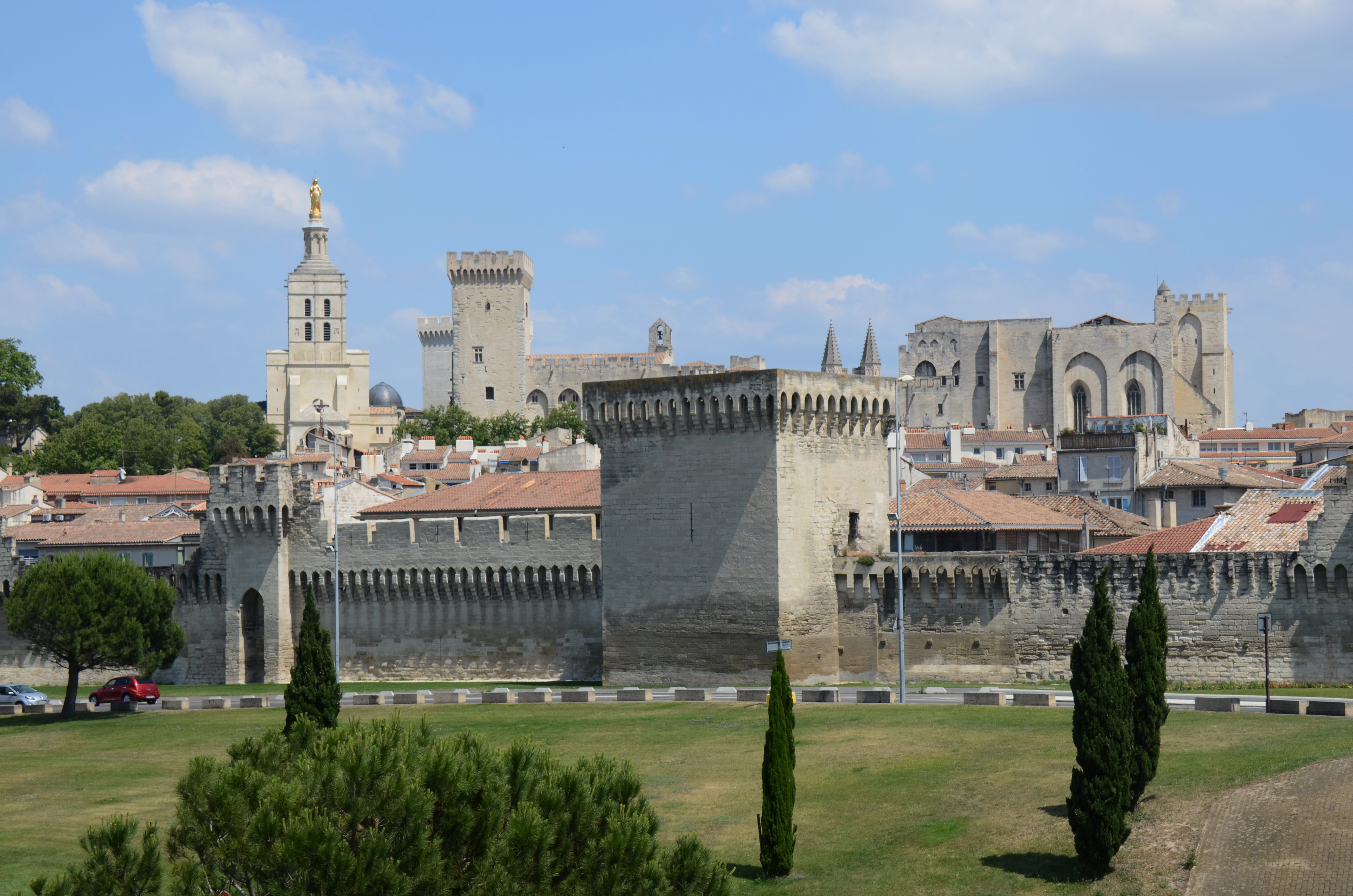
阿维尼翁老城天际线

阿维尼翁是法国重要的旅游城市之一，艺术与历史之城，被《米其林旅游指南》评为“三星级旅游推荐”（最高级别）。当地的旅游事务由其所属的公共社区负责。2020年，阿维尼翁境内共有48家宾馆共计2,392间房间；另有4个露营地，可容纳共807辆露营车。

### 戏剧节
阿维尼翁节，又称“阿维尼翁戏剧节”，创办于1947年，是当地重要的文化节日，每年夏季举行。

### 媒体
法国主要的媒体均可在阿维尼翁接收，法国电视三台下属的普罗旺斯-阿尔卑斯-蔚蓝海岸大区频道在部分时段播出阿维尼翁所属区域的地方新闻。

## 相关人物
法国传教士亚历山德罗、画家克劳德·约瑟夫·韦尔内、作曲家居伊·博内、小说家彼埃尔·布勒、作家亨利·博斯科、人类学家勒内·吉拉尔、赛车手让·阿莱西、足球运动员塞德里克·卡拉索和尤内思·巴尔汉达出生于阿维尼翁。

## 友好城市
截止2020年2月，阿维尼翁与以下8座城市互为友好城市

| - 塞内加尔 久爾貝勒 - 義大利 锡耶纳 - 德国 韦茨拉尔 - 西班牙 托尔托萨 | - 西班牙 塔拉戈纳 - 希腊 约阿尼纳 - 美国 紐黑文 - 墨西哥 瓜纳华托 |